# エイダン・ミラー
エイダン・バウアー・ミラー（Aidan Bauer Miller, 2004年6月9日 - ）は、アメリカ合衆国フロリダ州パスコ郡トリニティ出身のプロ野球選手（三塁手）。右投右打。MLBのフィラデルフィア・フィリーズ傘下所属。

## 経歴
2023年のMLBドラフト1巡目（全体27位）でフィラデルフィア・フィリーズから指名され、予定していたアーカンソー大学への進学を取りやめプロ入り。契約金は310万ドル。

## 詳細情報

### 代表歴
- 2022 WBSC U-18ワールドカップ アメリカ合衆国代表